# Han Yueshuang
Han Yueshuang est une patineuse de vitesse sur piste courte hongkongaise.

## Biographie
Elle participe aux épreuves de patinage de vitesse sur piste courte aux Jeux olympiques de 2006 et est le porte-drapeau de Hong Kong à la cérémonie de clôture des Jeux. En 2010, elle est porte-drapeau à la cérémonie d'ouverture des Jeux.